# Lalmonirhat (district)
Pour les articles homonymes, voir Lalmonirhat.
Lalmonirhat est un district du Bangladesh. Il est situé dans la division de Rangpur. La ville principale est Lalmonirhat.

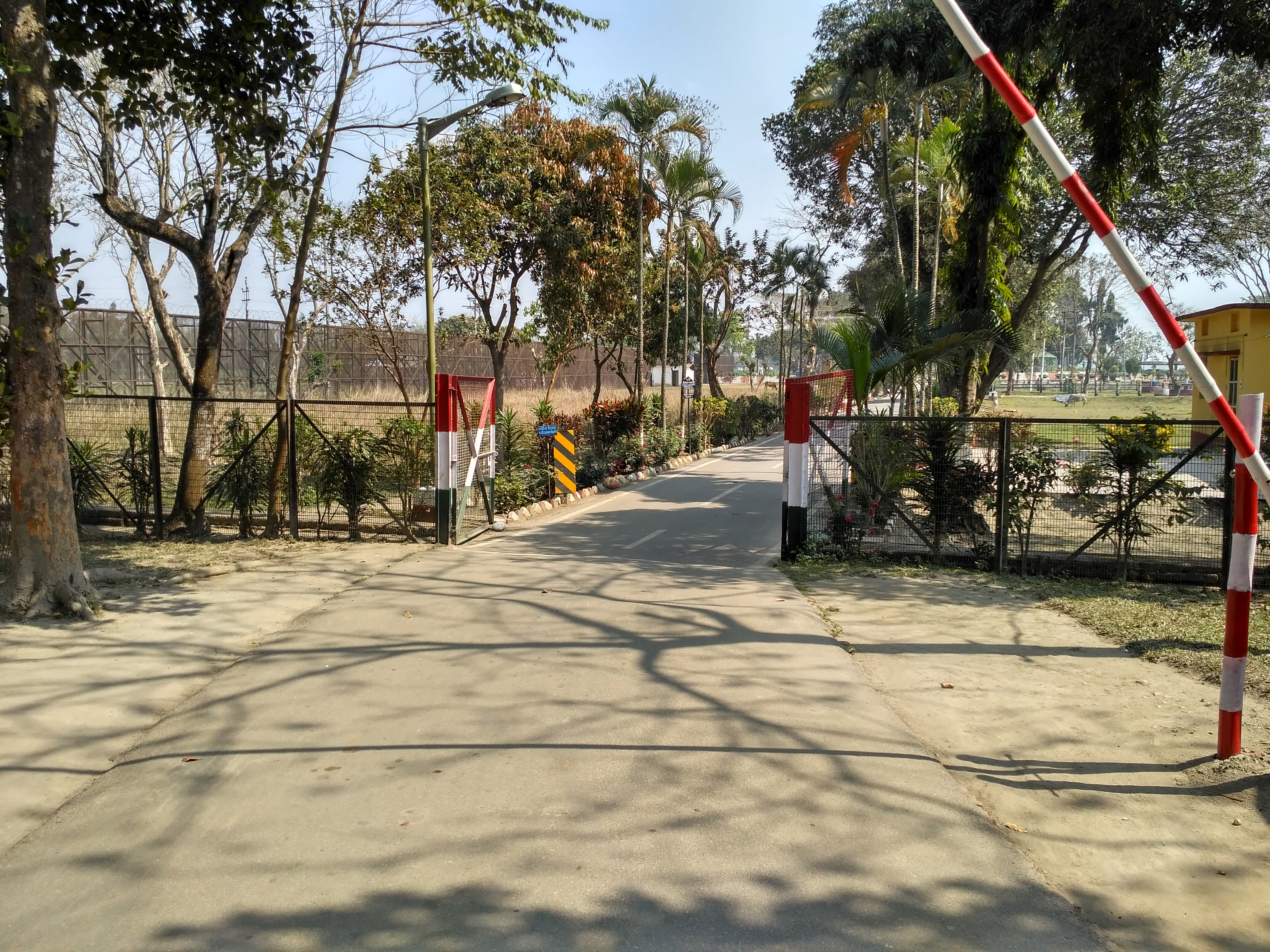
L'entrée du couloir Tin Bigha. C'est à la frontière du Bangladesh et de l'Inde.